# Francisco Wittingham
Francisco Wittingham es un exfutbolista colombiano, que nació en Bogotá, Colombia, el 7 de abril de 1970. Wittingham jugó en Independiente Santa Fe, en Deportes Quindío, en Independiente Medellín, en Atlético Nacional, además de jugar en los Estados Unidos, en Costa Rica, y en Estudiantes de Mérida de Venezuela. 

## Trayectoria
Nacido en Bogotá, Wittingham entró a las divisiones inferiores de Independiente Santa Fe, a la edad de 14 años. Hizo todo el proceso en las inferiores del equipo albirrojo, y  en la selección de Bogotá, y debutó como profesional en el equipo de sus amores, Santa Fe. 

### Independiente Santa Fe
Con el paso del tiempo, Wittingham se convirtió en uno de los jugadores importantes del cuadro cardenal, donde anotó 49 goles, unos de ellos muy importantes como el del Clásico bogotano en el que Independiente Santa Fe le ganó 7-3 a Millonarios, o el gol de penal en la final de la Copa Conmebol de 1996. Por su entrega y amor hacia la camiseta albirroja, y sus goles; Francisco "Pacho" Wittingham se convirtió en un jugador querido por la hinchada santafereña, además de uno de los mejores delanteros del club en los años 90.

### Deportes Quindío, Independiente Medellín,y Atlético Nacional
Después de su exitoso paso por Santa Fe, fue a jugar al Deportes Quindío, donde tuvo buenos partidos, y anotó algunos goles. Después se fue a la ciudad de Medellín, donde jugó en los 2 equipos de la ciudad. En Independiente Medellín, y en Atlético Nacional donde no tuvo muchas oportunidades. 

### Estados Unidos, Costa Rica, y Venezuela
Por primera vez en su carrera, Francisco salió del país, y jugó pocos partidos en equipos de los Estados Unidos, y de Costa Rica. Después se fue a Venezuela, donde jugó en Estudiantes de Mérida, donde se retiró en el año 2001.

## Clubes
| Club                        | País                         | Año  |
| --------------------------- | ---------------------------- | ---- |
| Club Independiente Santa Fe | Colombia 1988-1990-1992-1994 |      |
| Deportes Quindío            | Colombia                     | 1993 |
| Independiente Medellín      | Colombia 1996-1999           |      |
| Atlético Nacional           | Colombia                     | 1995 |
| Estudiantes de Mérida       | Colombia 2000-2001           |      |